# 체격형
체격형(Somatotype)은 1940년대에 미국의 심리학자 윌리엄 허버트 셸던이 고안한 인간체형유형론이다. 셸던은 배아의 배엽(외배엽・중배엽・내배엽)에서 용어를 가져와서 인간의 체격을 외배엽형(ectomorphic)・중배엽형(mesomorphic)・내배엽형(endomorphic)으로 분류했다. 셸던은 이 체격형을 인간의 기질과 결부해서 설명하는 이론을 고안했는데, 그것을 체질심리학(constitutional psychology)이라고 한다.
셀던의 이론은 기본적으로 프랜시스 골턴의 우생학에서 비롯된 것이었다. 셀던은 사람의 체격의 크기와 모양을 보면 지능, 도덕성, 미래 성취의 유망함을 알아낼 수 있다고 생각했다.
셸던의 이론은 1950년대에 매우 유명했으나, 현재는 돌팔이 이론이라고 평가되고 있다.

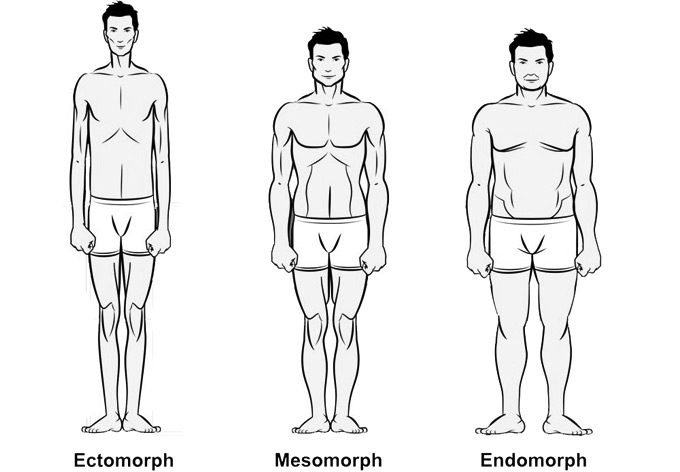

## 같이 보기
- 체질인류학
- 생물역학
- 체질량 지수
- 몸매
- 여체
- 운동의 신경생물학적 효과
- 관상학
- 생리학